# Giles Munby
Giles Munby (1813 - 1876) fue un naturalista, botánico, y explorador inglés, un notable recolector y estudioso de la flora argelina.
Estudió Medicina y Botánica en Edimburgo y en París.
Vivió en el hinterland de Argel desde 1839 a 1844; y más tarde en la provincia de Orán entre 1844 a 1860). Luego retorna a Inglaterra en 1862, volviendo a Orán (Argelia francesa) anualmente, aprovechando esos viajes para avanzar en sus exploraciones argelinas.

## Algunas publicaciones
- 1847. Flore de l’Algérie, ou, Catalogue des plantes indigènes du royaume d'Alger accompagné des descriptions de quelques espèces nouvelles ou peu connues. Ed. J.-B. Baillière París. xvi + 120 pp., 7 planchas.
- 1866. Catalogus plantarum in Algeria spontè nascentium. 1.ª ed. Orán, 1859; 2.ª ed. Londres.

## Honores

### Eponimia
Géneros
- (Boraginaceae) Munbya Boiss.[3]

- (Fabaceae) Munbya Pomel[4]

Especies
- (Asclepiadaceae) Apteranthes munbyana (Decne. ex Munby) Meve & Liede[5]

- (Brassicaceae) Brassica munbyana Coss. & Durieu ex Coss.[6]

- (Caryophyllaceae) Spergula munbyana E.A.Durand & Barratte[7]

- (Geraniaceae) Erodium munbyanum Boiss. ex Munby[8]

- (Lamiaceae) Thymus munbyanus Boiss. & Reut. 1852[9]

- (Linaceae) Linum munbyanum Boiss. & Reut.[10]

- (Orchidaceae) Dactylorhiza munbyana (Boiss. & Reut.) Holub[11]

- (Polygalaceae) Chamaebuxus munbyana (Boiss. & Reut.) Stapf[12]

- La abreviatura «Munby» se emplea para indicar a Giles Munby como autoridad en la descripción y clasificación científica de los vegetales.[13]